# Acharax johnsoni
Acharax johnsoni är en musselart som först beskrevs av Dall 1891.  Acharax johnsoni ingår i släktet Acharax och familjen Solemyidae. Inga underarter finns listade i Catalogue of Life.